# 神陵文庫
神陵文庫（しんりょうぶんこ）は、神戸や大阪、福岡などの西日本を中心に展開している医学書専売の書店。

## 会社概要
- 本社 : 兵庫県神戸市兵庫区荒田町1-1-14。

店舗の多くは、医学部や大学病院内もしくは近辺に存在している。

### 名称
名称は、京都大学の総長だった故滝川幸辰博士により京都大学神楽ヶ丘に因る店名を神陵文庫と命名したことに由来する。当初は法学書の専門店であったが、後に医学書販売専門となった。なお日本における神陵と称される有力地は島根県安来市の日本国の母神であるイザナミ神の陵墓ただ一つであるが、それに因んだものとも考えられる。

## 沿革
- 1946年 神戸市生田区楠町6丁目で創業する。
- 1955年 兵庫区荒田町2丁目5に店舗新築移転。10月には株式会社に改組
- 1964年 九州営業所開設
- 1965年 九州歯科大学内に店舗開設
- 1971年 久留米大学医学部内に店舗開設し本社を兵庫区荒田町1丁目1番14号神陵文庫ビルに移転
- 1973年 兵庫医科大学前に営業所開設（後の西宮店）
- 1980年 福岡大学医学部内に店舗開設
- 1981年 産業医科大学前に営業所開設（後の八幡店）
- 1982年 岡山大学医学部前に岡山営業所開設
- 1984年 大分医科大学前に大分営業所開設
- 1986年 熊本に出張所開設（後の熊本営業所）、広島医師会館西門前に広島営業所開設
- 1987年 九州歯科大学東門前に営業所開設（後の小倉店）
- 1988年 佐賀医科大学前営業所開設（後の佐賀店）
- 1990年 鹿児島市加治屋町に鹿児島営業所開設、本社ビル新築落成し、現在地に移転
- 1995年 熊本大学医学部病院内に売店開設
- 1996年 大分営業所新築竣工
- 2002年 大阪市道修町に大阪サービスセンター開設
- 2003年 九州営業所を九州支店に昇格
- 2003年 大阪市中央区上町に大阪支店開設
- 2004年 大阪大学医学部病院店、高槻店、大阪府立看護大学店開設、3月に京都市左京区田中関田町に京都サービスセンター開設
- 2005年6月 岡山大学病院内に新店舗開設、10月に本社第2ビルに営業・事務部門を移転、
- 2006年1月 大阪医科大学内に新店舗開設、4月に神戸本社3Fを看護・リハビリ書籍関連フロアーに拡張
- 2007年 和歌川の旭橋のたもとに和歌山店開設、京都サービスセンターを京都営業所に昇格